# 高橋みどり
高橋 みどり（たかはし みどり、1950年11月28日 - ）は、日本の元女優。東京都出身。

## 出演作品

### テレビドラマ
- がんばれ!!ロボコン（NET / 東映）
  - 第42話「ヒチャカメチャ! おチュウ騒動記」（1975年） - バレエの先生
  - 第52話「チンドギャホイ! ロボコン宣伝大当り!」（1975年） - 大山美容室の客
  - 第77話「ピタリコン! ロボピン占い大当り?!」（1976年） - 桜井先生
  - 第118話「メデタリヤ! ロボコン村は花ざかり」（1977年） - バレエの先生
- Gメン'75（1975年、TBS / 東映）
  - 第16話「Gメン皆殺しの予告」
  - 第20話「背番号3長島対Gメン」
- 特別機動捜査隊（NET / 東映）
  - 第761話「明暗友情ブルース」（1976年） - 田坂洋子
  - 第793話「季節労働者哀歌」（1977年） - みや子
- 非情のライセンス 第2シリーズ 第104話「背任」（1976年、NET / 東映） - 樫村幸子
- 5年3組魔法組 第5話「大好き! 泣き虫先生」（1976年、NET / 東映）
- ロボット110番 第28話「お婆ちゃんの広場」（1977年、ANB / 東映）
- 恐竜戦隊コセイドン 第12話「シグマ 闇から来た殺人植物」（1978年、12ch / 円谷プロ） - 久米美智子
- 土曜ワイド劇場 / 渓流釣り殺人事件（1979年、ANB / 東映）
- スーパー戦隊シリーズ（ANB / 東映）
  - バトルフィーバーJ 第38話「怪奇！仮装行列」（1979年） - ミス・フジコ
  - 太陽戦隊サンバルカン 第33話「憎いおしゃれ泥棒」（1981年） - 太田和子
- メタルヒーローシリーズ（ANB / 東映）
  - 宇宙刑事シリーズ（ANB / 東映）
    - 宇宙刑事ギャバン 第25話「怪しくゆらめく水中花 わかばが危ない」（1982年） - 水島コーチ（ゴシキダブラー人間態）
    - 宇宙刑事シャリバン 第43話「母と子の愛の涙が天国への道に流れる」（1983年） - 中原房子
- 昭和史ドラマシリーズ 第3作「子どもが「少国民」といわれたころ」（1984年、TBS）

### 映画
- 若妻24時間暴行（1980年、東映）